# 前田幸太郎
前田 幸太郎（まえだ こうたろう、1883年10月26日 - 1965年3月8日）は、日本の経済学者。専門は経済学史、経済史。第3代横浜市立大学学長。横浜文化賞受賞。

## 人物・経歴
京都府出身。1904年東京高等商業学校（現一橋大学）本科卒業。1909年同専攻部領事科卒業。市立下関商業学校教諭、山口高等商業学校教授を経て、1932年から横浜市立横浜商業専門学校校長、横浜市立商業学校校長を務め、教員の充実化などを進めた。1933年横浜経済研究所（のちの横浜市立大学経済研究所）を設立し所長に就任。1949年初代横浜市立大学商学部長兼横浜市立経済専門学校校長。1955年度横浜文化賞受賞。1957年横浜市立大学学長。1965年従三位勲二等瑞宝章。

## 著書
- 『三民主義研究』同文館出版 1961年